# Йонджу
Йонджу́ (кор. 영주시, 榮州市, Yeongju-si) — місто в провінції Кьонсан-Пукто, Південна Корея.

## Історія
За часів Трьох королівств на території сучасного Йонджу перебували повіти (кун) Негі і Куппольсан. Сучасна назва Йонджу отримав тільки в епоху династії Чосон. Тоді він мав адміністративний статус повіту. В 1914 році до Йонджу були приєднані ще три повіти. Статус міста (кор. сі) був отриманий в 1980 році.

## Географія
Йонджу розташований у північній частині провінції Кенсан-Пукто. Межує на сході з повітом Понхва, на заході з Таняном, з Андоном і Ечхоном на півдні і Йонволь на півночі. Ландшафт переважно гірський, у місті розташовано кілька високих вершин гірського масиву Собексан: це Йонхвабон (1383 м.), Кукманбон (1421 м.) і Піробон (1439 м.). Місто перетинають дві невеликі річки — Несончхон (притока річки Нактонган) і Сочхон («Західний струмок»).

## Туризм і пам'ятки
Йонджу відомий насамперед своїми філософами і вченими. Тут розташовується відома конфуціанська школа Сосу Совон, що вважається першою конфуціанської школою в Кореї. Серед інших визначних пам'яток слід зазначити:
- Буддійські храми Хвебанса, Пусокса і Пірос (VII століття).
- Щорічний фестиваль Пунг, присвячений женьшеню.

## Галерея

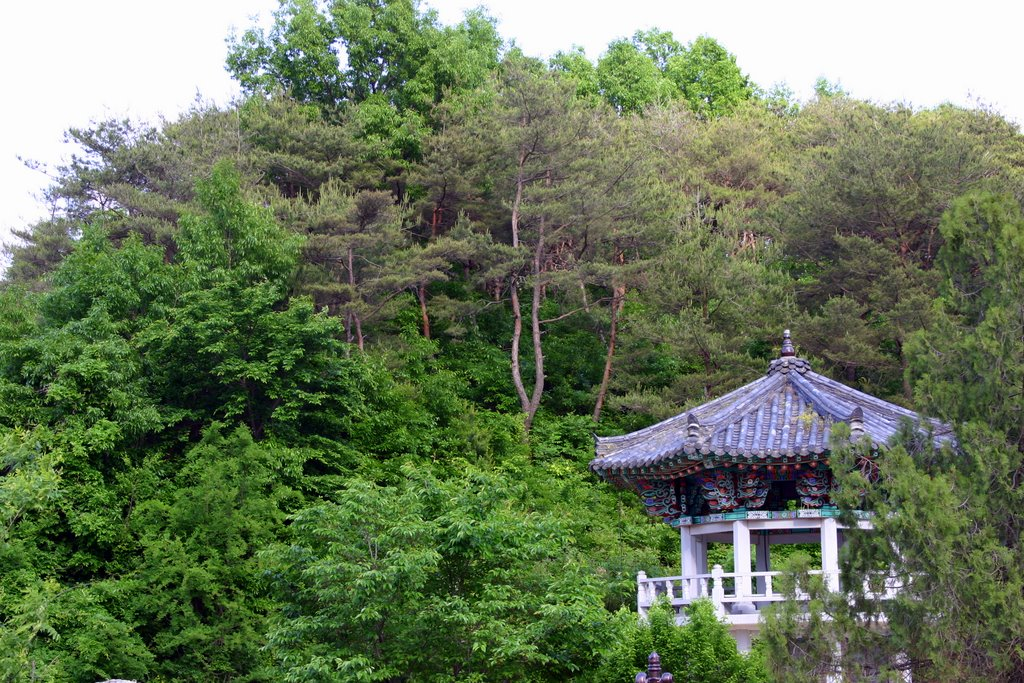
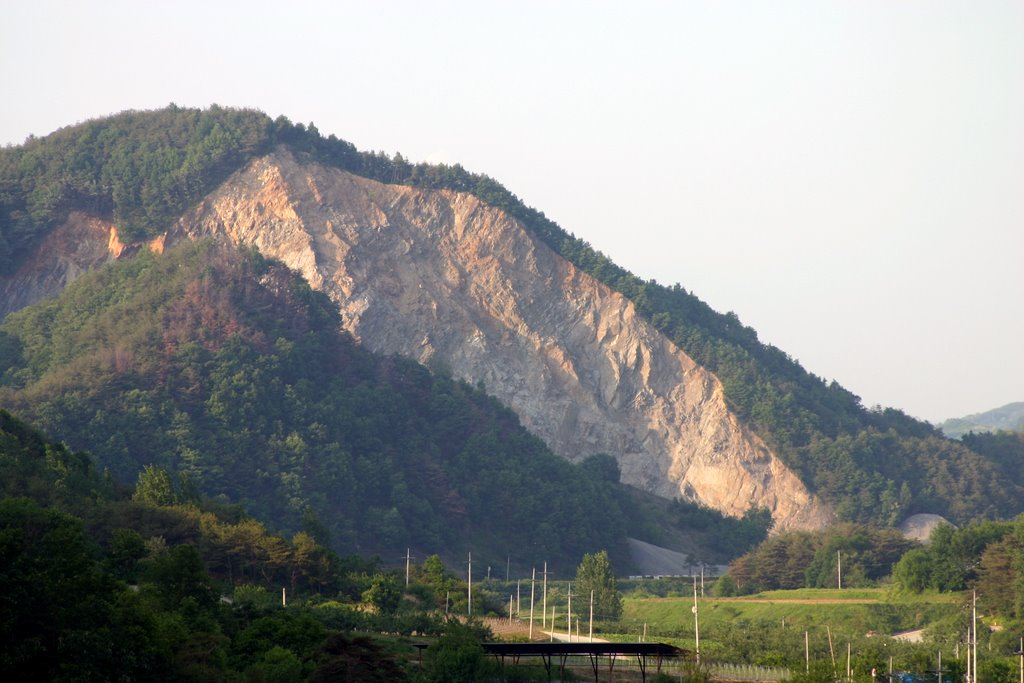
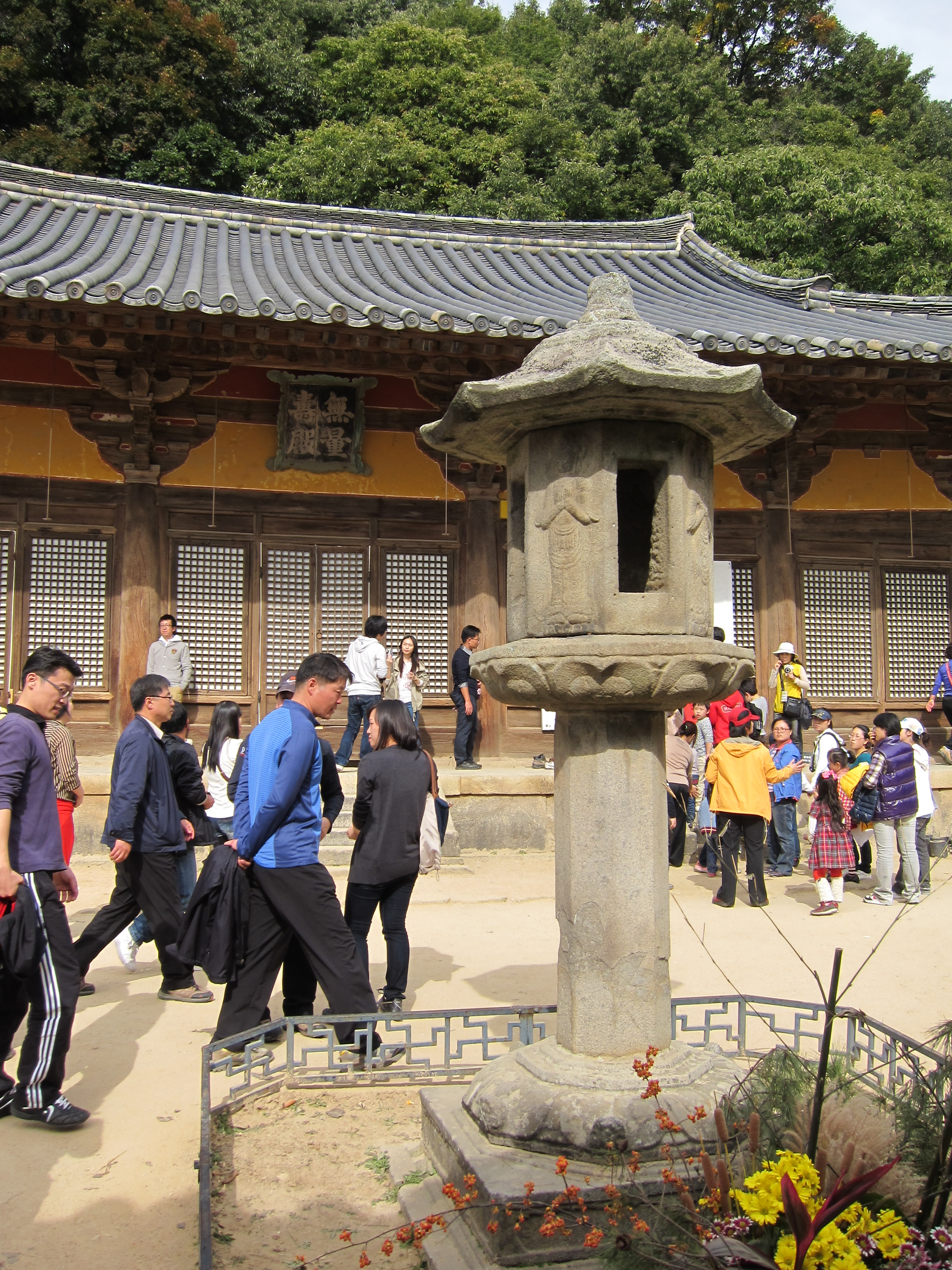
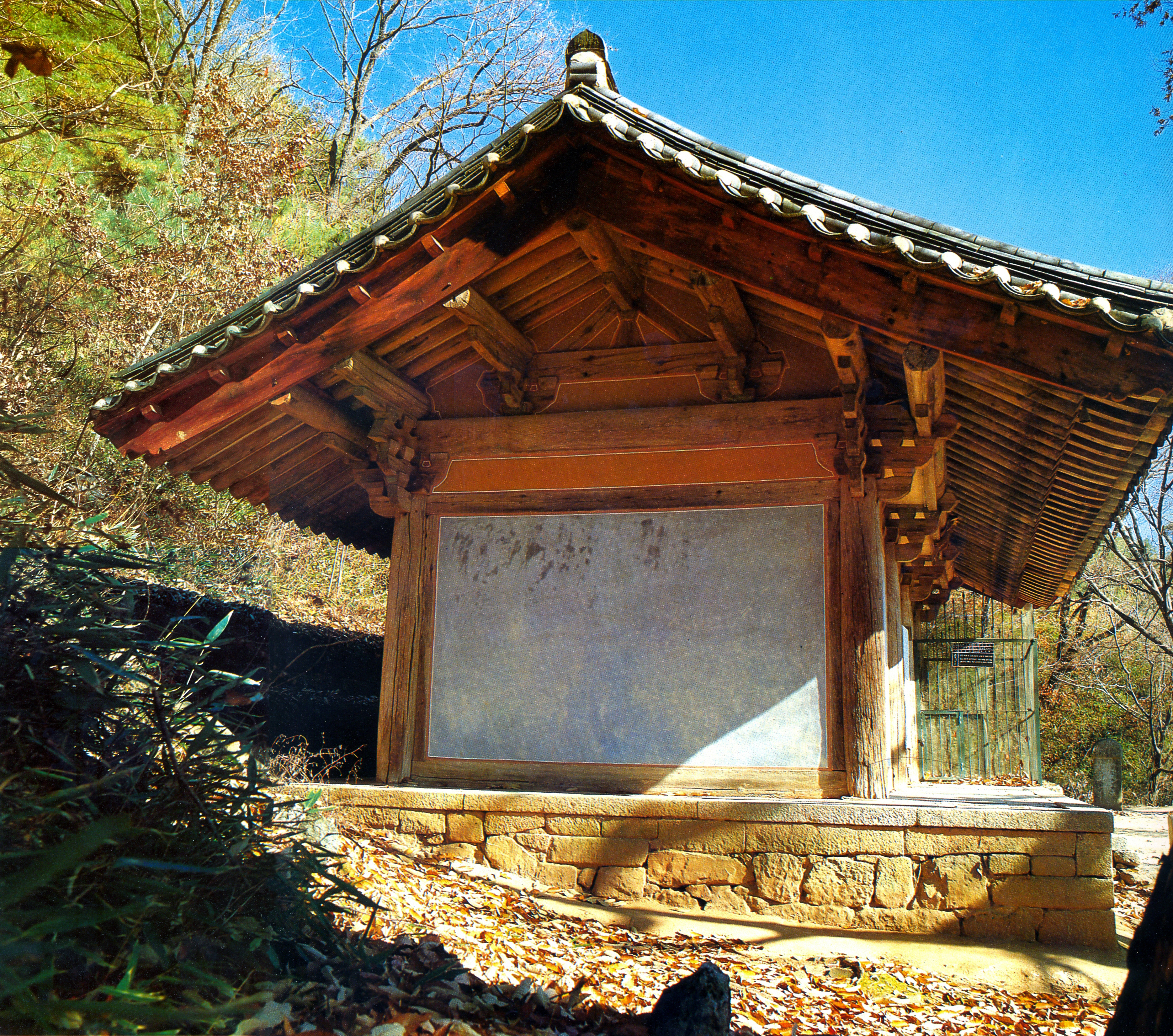
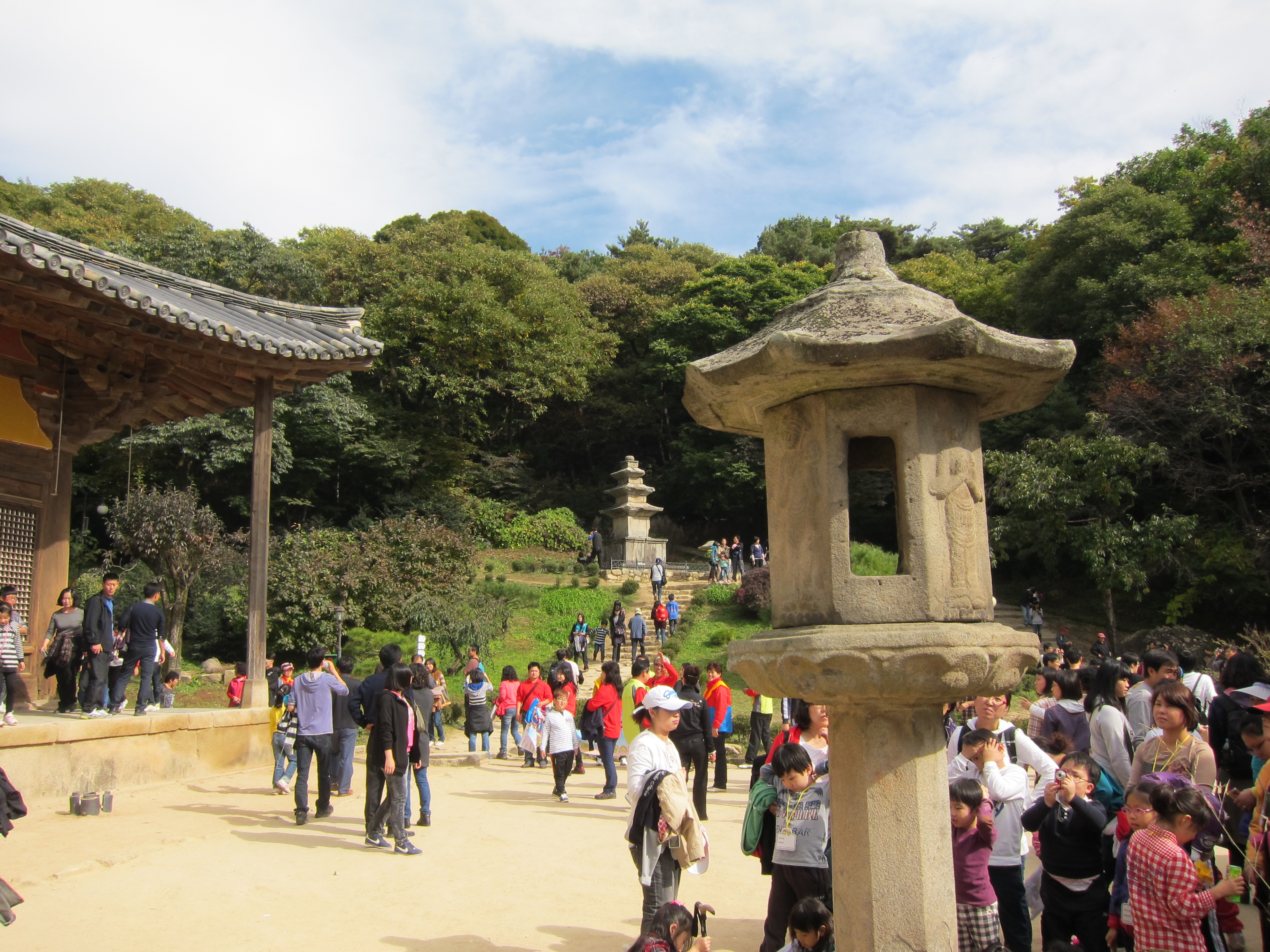

## Символи
- Дерево: гінкго
- Птах: Сорока
- Квітка: королівська азалія
- Маскот: Сондорі. Зелена шапка Сондорі символізує головний убір вчених послідовників Конфуція, так як місто знамените своїми конфуціанськими традиціями. Три верхівки шапки символізують три гірських піки, що знаходяться на території Йонджу — Піробон, Йонхвабон і Кукманбон. Жовтий колір символізує продукцію тваринництва міста, а червоний — продукцію рослинництва[2].